# 岩橋村
岩橋村（いわはしむら）は、愛知県丹羽郡にかつてあった村。
現在の犬山市の西部から中央部に該当する。

## 歴史
- 1878年（明治11年） - 五郎丸村と橋爪新田が合併し、五郎丸村となる。
- 1889年（明治22年）10月1日 - 五郎丸村と橋爪村が合併し、岩橋村発足。
- 1906年（明治39年）10月1日 - 犬山町、高雄村の一部と合併し、改めて犬山町が発足。同日岩橋村廃止。